# هراچیا بونیاتیان
هراچیا خاچاطوری بونیاتیان (ارمنی: Հրաչյա Խաչատուրի Բունիաթյան؛  زادهٔ ۱ مهٔ ۱۹۰۷ - درگذشته ۱۹ مارس ۱۹۸۱) زیست‌شیمی‌دان اهل ارمنستان که از تاریخ ۱۹۴۲ تا تاریخ ۱۹۴۶ ریاست دانشگاه دولتی ایروان را برعهده داشت..

## زندگی‌نامه
وی در ۱۴ مه [سبک قدیمی: ۱ مه] ۱۹۰۷ در نور بایزید به دنیا آمد و از دانشگاه دولتی ایروان (۱۹۳۰) فارغ‌التحصیل گشت. وی عضو فرهنگستان ملی علوم ارمنستان و از سال ۱۹۷۱ آکادمی علوم طبیعی لئوپلدینه آلمان بود. همچنین برندهٔ جوایزی همچون نشان لنین، نشان پرچم سرخ کار، نشان انقلاب اکتبر و دانشمند شایسته ارمنستان شوروی (۱۹۴۰) شده است. وی در ۱۹ مارس ۱۹۸۱ در سن ۷۳ سالگی در ایروان درگذشت.

## نگارخانه

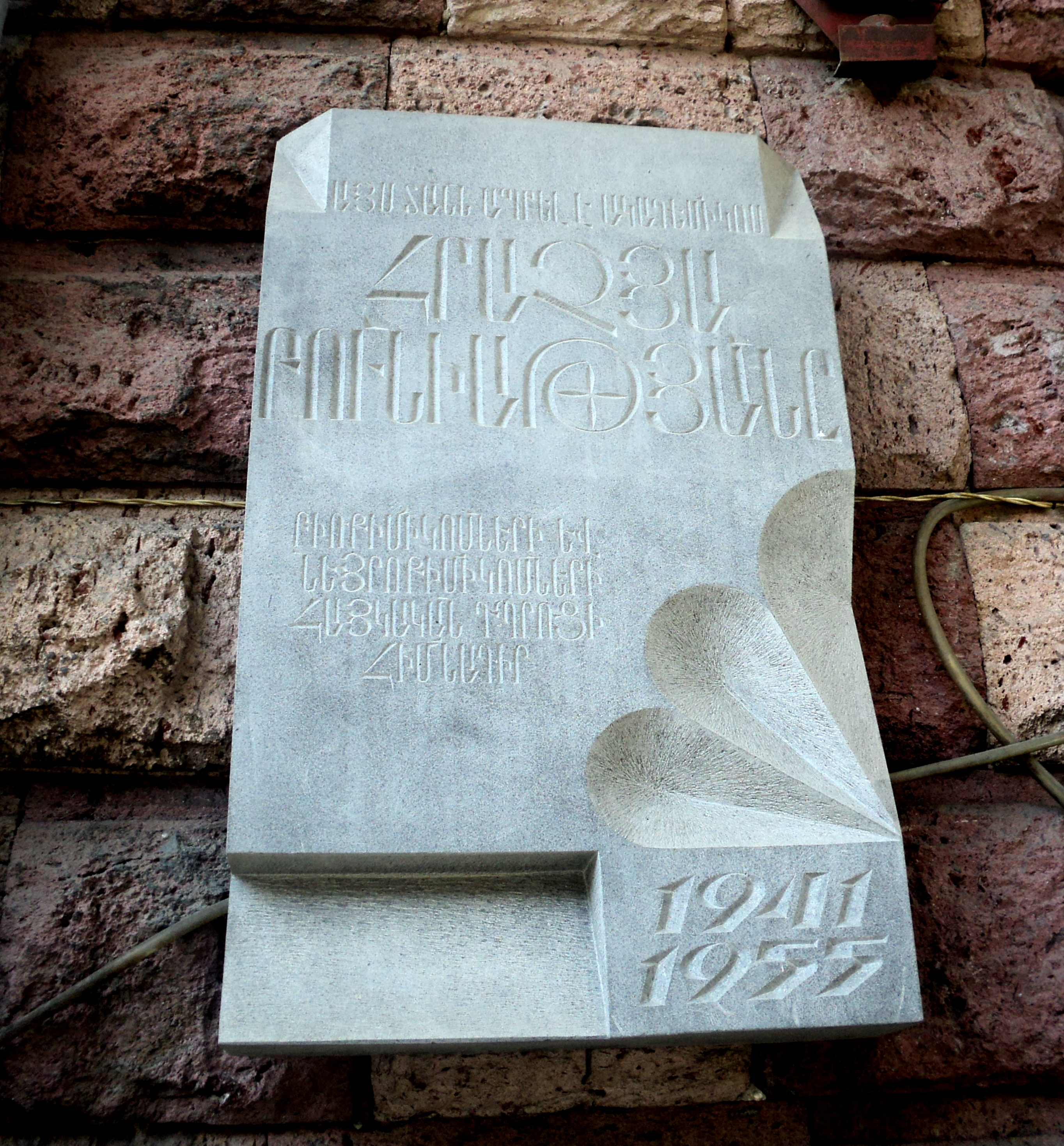

## یادداشت
1. ↑  կենսաբանական գիտությունների դոկտոր
2. ↑  Հր. Բունիաթյանի անվ. կենսաքիմիայի ինստիտուտ